# Чжоу Тунхуэй
Чжоу Тунхуэ́й (кит. упр. 周同惠, пиньинь Zhōu Tónghuì; 8 ноября 1924 — 23 февраля 2020 года, Пекин) — китайский химик-аналитик, специалист по анализу действующих веществ китайской травной медицины, действительный член Китайской академии наук (с 1991).

## Биография
Чжоу Тунхуэй родился 8 ноября 1924 года в Пекине в семье родом из Гуйлиня провинции Гуанси. Получил среднее образование в подшефных школах Пекинского нормального университета и Китайско-французского университета. Высшее образование получил в Пекинском университете, закончив его в 1944 году, после чего остался там преподавать. В 1948 году уехал в США для продолжения образования в Вашингтонском университете, где получил степени магистра и доктора философии. В 1952—1953 годах работал на должности ассистент-профессора на химическом факультете Канзасского университета, с лета 1953 года — исследователем в компании Burroughs Wekkcomeco.
В июне 1955 года смог покинуть США и вернуться в Китай, что потребовало письменных обращений к генеральному секретарю ООН Дагу Хаммаршёльду, президенту США Дуайту Эйзенхауэру и премьеру КНР Чжоу Эньлаю и переговоров между последними, завершившихся согласием на условиях выдачи американских граждан, содержавшихся в плену после Корейской войны. В сентябре того же года Чжоу получил место научного сотрудника в департаменте фармакологии Национального института медицинских исследований (ныне Пекинской объединённый медицинский колледж Китайской академии медицинских наук).
Основной темой исследований Чжоу была медицинская аналитическая химия, в частности, анализ активных соединений китайских традиционных травных средств и метаболизм лекарств в организме. Помимо этого, он возглавлял исследования по распознаванию и доказательству применения спортивных допингов, общим числом около ста в пяти разных категориях, а также основал и возглавил Китайский центр допинг-тестирования. Среди его главных трудов - книги "Paper Chromatography and Thin Layer Chromatography" и "Modern Research on Chinese Herbal Medicine".
В 1991 году был избран действительным членом Китайской академии наук.
Умер в Пекине 23 февраля 2020 года в 95-летнем возрасте.